# HD349321
HD349321 — хімічно пекулярна зоря спектрального класу
A1 й має видиму зоряну величину в смузі V приблизно  9,1.

## Пекулярний хімічний склад
Зоряна атмосфера HD349321 має підвищений вміст 
Si
.